# Nepenthes chaniana
Nepenthes chaniana ist eine fleischfressende Pflanze aus der Gattung der Kannenpflanzen (Nepenthes) und ist heimisch in Sabah, Borneo. Sie wurde von Charles Clarke im Jahr 2006 erstbeschrieben und galt bisher als Form von Nepenthes pilosa.

## Beschreibung
Nepenthes chaniana unterscheidet sich von Nepenthes pilosa durch eine dichte, lange weiße Behaarung. Die Kannen von Nepenthes chaniana sind zylindrisch und weißlich-gelb, die von Nepenthes pilosa runder und breiter.

## Verbreitung und Habitat
Nepenthes chaniana ist endemisch im Hochland von Sabah auf Borneo, der Holotyp wurde auf 1630 Metern Höhe gesammelt.

## Systematik und Etymologie
Lange Zeit wurde Nepenthes chaniana als Nepenthes pilosa taxiert, erst Clarke teilte sie 2006 als eigene Art ab, der von ihm gesammelte Holotyp stammt vom Gunung Alab im Crocker Range National Park. Neben der dichten Behaarung und der unterschiedlichen Kannenform differiert auch das Verbreitungsgebiet, Nepenthes pilosa findet sich nur auf Kalimantan.
Das Epitheton ehrt Sabahan Datuk CL Chan, den Verwaltungsdirektor des Verlagshauses Natural History Publications auf Borneo, der zentrale Werke von Clarke über die Kannenpflanzen veröffentlichte.